# Leonid Korniyets
Leonid Korniyets était un homme d'État ukrainien, Premier ministre de 1939 à 1944.
.

## Biographie
Il a commencé à travailler comme ouvrier à seize ans puis devint enseignant. Il fit carrière dans le parti communiste et en en particulier à Melitopol. Elu de district en 1938, il a été élu président du Présidium du Soviet suprême de la RSS d'Ukraine.